# Аль-Ашраф Туман-бай II
Аль-Малик аль-Ашраф Туман-бай II (1473, Алеппо — 15 апреля 1517, Каир) — последний мамлюкский султан Египта из черкесской династии Бурджитов (1516—1517).

## Биография
Племянник и преемник предпоследнего султана Кансуха аль-Гаури (1501—1516). Вначале исполнял обязанности наместника Египта.
В сентябре 1516 года после гибели своего дяди Кансуха аль-Гаури Туман-бай был избран новым султаном Египта и возглавил борьбу против османской армии Селима I Явуза, оккупировавшей Сирию и наступавшей на Египет.
Туман-бай решил вести войну до победного конца и отказался вести переговоры с Селимом, умертвив османских послов. Туман-бай собрал уцелевшие мамлюкские отряды, заручился поддержкой бедуинских шейхов и начал изготовлять пушки.
В декабре 1516 года 10-тысячный мамлюкский авангард под командованием бывшего наместника Дамаска Джанберди аль-Газали был разгромлен турками-османами в битве при Бейсане в Палестине.
В середине января 1517 года османская армия под командованием султана Селима I Явуза, пройдя Синайский полуостров, вступила в Египет и вошла в дельту Нила. Османский султан издал воззвание к египетскому народу, где обещал населению амнистию, гарантировал неприкосновенность личности и имущества и заявил, что пришел воевать только с мамлюками. Простое население (крестьяне и городская беднота) с радостью приветствовали османов. На стороне Туман-бая II были только мамлюки и бедуины.
Султан Туман-бай со своими силами укрепился под Каиром. Он зачислил в свою армию шесть тысяч чернокожих рабов, выпустил из тюрем уголовников и раздал оружие богатым горожанам. Туман-бай смог собрать под своим командованием до 40 тысяч человек, в том числе 20 тысяч мамлюков и бедуинов.
22 января 1517 года произошла решающая битва при Риданийи (северное предместье Каира). Турки-османы уничтожили огнём мамлюкскую артиллерию. Селим Явуз окружил и разгромил мамлюкскую армию. Сам Туман-бай со своими мамлюками проявил чудеса храбрости, врезаясь в гущу врагов. Он лично умертвил великого визиря Синана Юсуфа-пашу. Потеряв в сражении 20 тысяч воинов, Туман-бай с остатками своего войска беспорядочно отступил. Турки-османы заняли Каир. В бою у стен столицы 23 января погибли многие мамлюкские эмиры, в том числе Аразмак-Нашир и его брат Инал.
Ночью 29 января 1517 года Туман-бай с небольшим отрядом мамлюков внезапно ворвался в Каир и развязал уличные бои, которые продолжались три дня. Погибло около 50 тысяч жителей. Когда турки взяли верх, султан Селим I приказал обезглавить 800 пленных мамлюкских беев.
После подчинения турками Каира Александрия и другие города Нижнего Египта стали изгонять мамлюкские гарнизоны. Египетское население выражало покорность и лояльность османскому султану Селиму Явузу. Опираясь на бедуинские племена и мамлюков, прибывших из отдаленных провинций Верхнего Египта, Туман-бай продолжил борьбу против турок. Но силы противников были неравны. Мамлюкская конница не могла выстоять против залпов турецкой артиллерии. Вскоре между бедуинами и мамлюками начались разногласия. Бедуинские шейхи считали дальнейшую борьбу бесполезной, покидали Туман-бая и стремились заключить соглашение с османами.
2 апреля 1517 года Туман-бай прорвался в Нижний Египет и в окрестностях Каира вступил в последнее сражение с турками-османами и потерпел окончательное поражение. Сам мамлюкский султан решил укрыться у своего друга, бедуинского шейха, который предал его и выдал османскому султану. 15 апреля того же года последний мамлюкский султан Египта был повешен под аркой ворот Баб Зувейла в Каире.

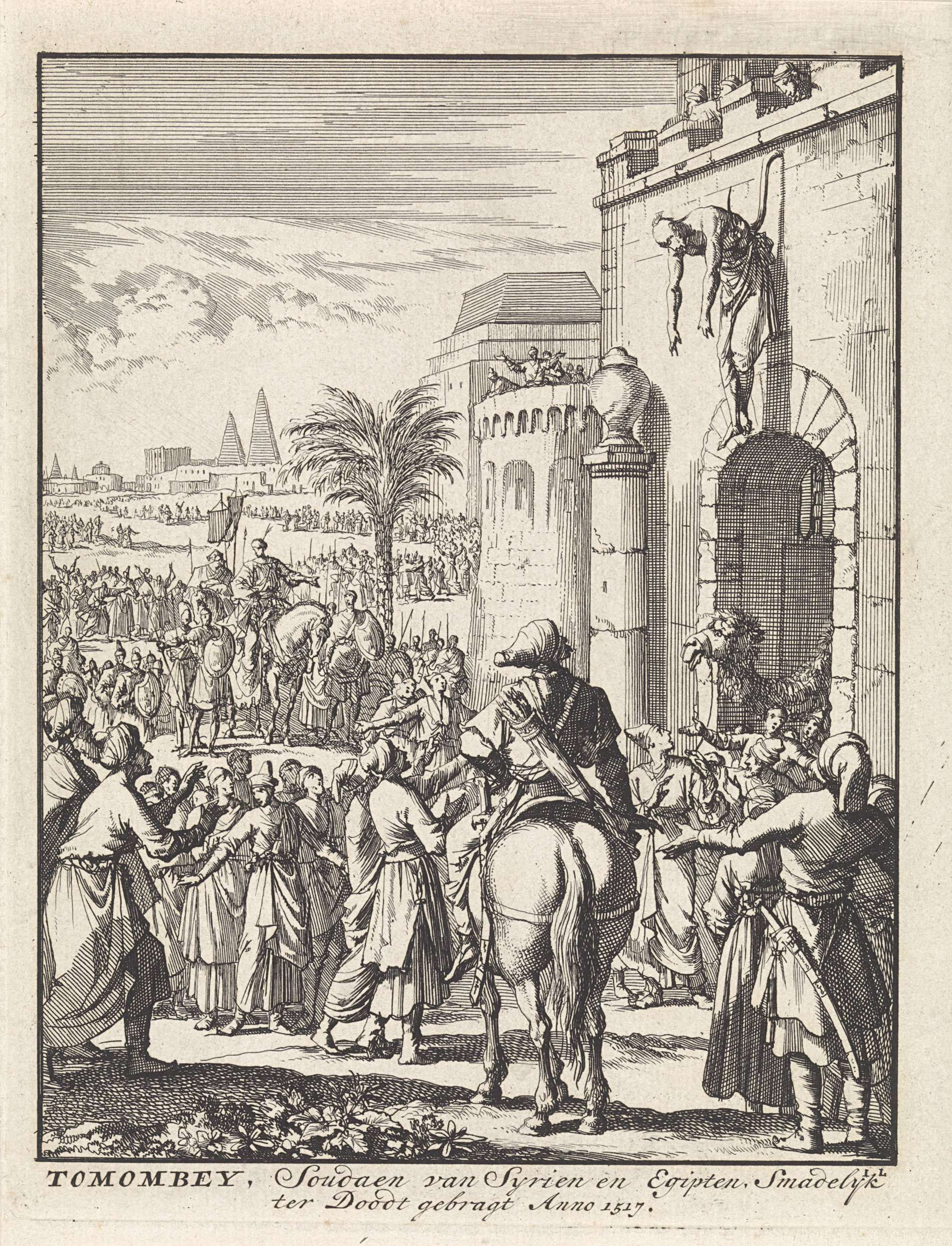
Казнь Туманбая.